# Oxythyrea groenbechi
Oxythyrea groenbechi är en skalbaggsart som beskrevs av Rudolph Petrovitz 1955. Oxythyrea groenbechi ingår i släktet Oxythyrea och familjen Cetoniidae. Inga underarter finns listade i Catalogue of Life.